# 選哲
《選哲》是張信哲的第二十張個人大碟，於1998年4月推出，是他在約滿離開科藝百代後大約一年由EMI發行的張信哲個人國、英語精選集，選擇的歌曲也是他在EMI不到3年時光裏的精華所在，雖然在百代的時間不長但是這段時間卻是其個唱生涯的頂峰，特別是1996年獲得了金曲獎最佳國語男歌手，這三年也是張信哲唱功最為爐火純青的三年，不論是國語、粵語還是英文歌曲都能拿捏的恰當好處，而《不要對他說》、《過火》、《太想愛你》、《我是真的》、《用情》和《受罪》等等單曲都成為了廣為傳唱的經典作品。

## 曲目
| 曲序 | 曲名         | 作曲                 | 作詞                 | 编曲          | 注釋             |
| 01   | 太想愛你     | 葉良俊               | 厲曼婷               | 王豫民        | 選自《夢想》專輯 |
| 02   | 改變         | 許華強               | 孫維君               | 王繼康        | 選自《摯愛》專輯 |
| 03   | 過火         | 曹俊鴻               | 陳佳明               | 屠穎          | 選自《寬容》專輯 |
| 04   | 已經結束了嗎 | 王治平               | 王中言               | 王治平        | 選自《夢想》專輯 |
| 05   | 受罪         | 薛忠銘               | 王中言               | 洪敬堯        | 選自《摯愛》專輯 |
| 06   | 真愛一生     | 黃國倫               | 黃國倫               | 鮑比達        | 選自《寬容》專輯 |
| 07   | Missing      | Tracy Thorm/Ben Watt | Tracy Thorm/Ben Watt | 辛偉力        | 選自《夜色》專輯 |
| 08   | 不要對他說   | 黃國倫               | 王中言               | 鮑比達        | 選自《寬容》專輯 |
| 09   | 且行且珍惜   | 伍思凱               | 陳道明 厲曼婷        | 伍思凱        | 選自《夢想》專輯 |
| 10   | 用情         | 薛忠銘               | 陳家麗               | 塗惠元        | 選自《摯愛》專輯 |
| 11   | 我是真的     | 黃國倫               | 王中言               | 鮑比達        | 選自《夢想》專輯 |
| 12   | 背叛         | 張信哲               | 王中言               | 王豫民        | 選自《摯愛》專輯 |
| 13   | 逃           | 薛忠銘               | 孫維君               | 江建民 徐德昌 | 選自《夢想》專輯 |
| 14   | Stars        | Mick Hucknall        | Mick Hucknall        | Ricky Ho      | 選自《夜色》專輯 |

## 唱片版本
- CD版